# Теспие
Теспие́ (греч. Θεσπιαί) — село в Греции. Расположено на высоте 380 м над уровнем моря, у подножия гор Геликон, с восточной её стороны, к юго-востоку от города Алиартос и к западу от города Фивы. Административно относится к общине Алиартос-Теспие в периферийной единице Беотия в периферии Центральная Греция. Площадь 12,891 км². Население — 1139 человек по данным переписи 2011 года.

## История
Близ села находятся развалины древнего города Феспии. Город, по преданию, получил свое название от сына Эрехтея, Феспия, и был основан выходцами из Афин.
До 1934 года (ΦΕΚ 294Α) село называлось Эримо́кастрон (Ερημόκαστρον — «заброшенная крепость»), затем переименовано в Теспие по названию древнего города Феспии.

## Археологическая коллекция
Школьное здание XIX века подарено муниципалитетом Теспие Археологической службе для размещения коллекции древностей, найденных при строительстве дороги Канавари — Теспие — Домврена (Корини) — Тизви — Продромос в 2012—2014 годах. Открытие пространства состоялось 16 января 2016 года. Проект финансировался в рамках программы периферии Центральная Греция.

## Население
| Год  | Население, человек |
| ---- | ------------------ |
| 1991 | 1743               |
| 2001 | 1495               |
| 2011 | ↘ 1139             |